# Закриття сезону
Закриття сезону (рос. Закрытие сезона) — радянський художній фільм 1974 року, знятий на Кіностудії ім. М. Горького.

## Сюжет
Троє підлітків, троє хлопчаків, Генка, Толік і «Архімед» любили одну дівчинку, Свєтку. Історія шкільного кохання чітко показала характери всіх трьох. Толік тоді схибив, злякався і зробив підлість. Зараз, в даний час, він розплачується за свою малодушність, навіть не наважився прийти на стадіон, відсиджується вдома і спостерігає гонки по телевізору. Ми з вами бачимо весь світ в яскравих фарбах, для Толіка зображення чорно-біле. Йому не дано бути разом з усіма в цій святковій юрбі на трибунах…

## У ролях
- Тамара Трач — Свєтка
- Володимир Пучков — Генка Клеманов
- Юрій Дружинін — «Архімед»
- Юрій Григор'єв — Толік
- Олег Балакін — Олександр Тимофійович Бєломоров, мотогонщик
- Світлана Світлична — Зоя Морено, виконавиця мото-атракціону «Безстрашний рейс»
- Іван Лапиков — міліціонер
- Сергій Кононихін — коментатор
- Володимир Курашкін — «Слон», ватажок дворової компанії
- Юрій Чернов — Саньок, хлопець з дворової компанії «Слона»
- Володимир Селезньов — тренер, керівник на суботнику
- Едда Бамдас — працівниця стадіону
- Микола Фигуровський — батько Толіка
- Валентина Куценко — мама Генки
- Василь Єрмаков — епізод
- Анатолій Ісаєв — епізод
- Олександр Ісаєв — епізод
- Євген Бикадоров — батько «Архімеда»
- Клавдія Козльонкова — мама «Архімеда»
- Ія Маркс — бабуся «Архімеда»
- Володимир Карнєєв — коментатор на стадіоні

## Знімальна група
- Режисер=постановник — Ігор Шатров
- Сценаристи — Андрій Бітов, Ігор Шатров
- Оператор — Сергій Філіппов
- Композитор — Олександра Пахмутова
- Художник — Микола Ємельянов